# Альварадо, Патрисия
Патрисия Моника Альварадо (10 сентября 1966, Росон, Сан-Хуан — 19 июня 2022) — аргентинская учёная, специалистка в области сейсмологии. Она была главным научным сотрудником Национального совета по научным и техническим исследованиям (CONICET) в Центре исследований геосферы и биосферы (CIGEOBIO, CONICET-UNSJ), создателем сейсмологической обсерватории CONICET и первой женщиной, возглавившей Национальный институт сейсмической профилактики. В 2012 году Альварадо была удостоена Национальной премии L’Oréal-ЮНЕСКО для женщин в науке.

## Карьера
Альварадо получила степень бакалавра геофизики с отличием в 1992 году в Национальном университете Сан-Хуана, степень магистра геофизики в Университете Чили (1997 год), степень доктора наук о Земле со специализацией в области сейсмологии и тектоники в Университете Аризоны в 2006 году и постдокторантуру в том же американском университете, полученную по стипендии Фулбрайта.
Она преподавала в Национальном университете Сан-Хуана, где по конкурсу получила должность профессора. Она выполняла управленческие задачи в качестве главы Departamento de Posgrado, а затем в качестве секретаря по исследованиям и творчеству, также она работала независимой исследовательницей CONICET на кафедре геофизики и астрономии университета, где разработала технологию изучения исторических землетрясений: были оцифрованы исторические записи событий, создана вероятностная модель для прогнозирования сейсмических событий, опасных зон и на основе землетрясений, ранее произошедших в Аргентине, создана карта движения грунта.
За свою работу «Сейсмическая опасность Аргентины: её количественная оценка на основе исторических широкополосных цифровых записей разрушительных землетрясений, основанных на анализе исторических и текущих записей», которая позволяет определить сейсмическую опасность и наиболее уязвимые районы Аргентины, Альварадо получила премию L’Oréal ЮНЕСКО «Для женщин в науке» при поддержке CONICET в 2012 году.
В том же году Альварадо создала Сейсмологическую обсерваторию — научный инструмент, который позволяет CONICET обеспечивать реагирование в качестве члена GIRCYT (Сеть научно-технических организаций по комплексному управлению рисками) страны и заодно подразделение профессиональной подготовки высокого уровня в области сейсмотектоники.
Впоследствии её вызвали для участия в рабочей комиссии по управлению рисками, сотрудничающей с Министерством науки, технологий и производственных инноваций, Национальным институтом сейсмической профилактики (INPRES) и другими учреждениями для разработки предварительного протокола управления информацией. перед лицом сейсмической угрозы, которая служит для принятия решений в событиях такого рода.
В 2021 году Альварадо была назначена национальным директором Национального института сейсмической профилактики, став первой женщиной, возглавившей организацию, которая управляет политикой предотвращения сейсмической опасности по всей стране.
Она опубликовала более 100 научных публикаций и подготовила более 40 студентов и аспирантов. Умерла от рака груди 19 июня 2022 года.

## Награды и почести
За свою профессиональную карьеру она была отмечена рядом наград:
- Стипендия Фулбрайта в исследовательской группе GSAT (Глобальная сейсмология и тектоника), Университет Аризоны
- 2004: Национальная премия PERISHIP. Национальный научный фонд . Институт риска государственных организаций и Центр природных опасностей Университета Колорадо
- 2005: Премия Попечительского фонда Льюиса А. Тайлера
- 2006: Премия Артуро Дж. Амоса. Национальная академия точных, физических и естественных наук
- 2012: Национальная премия L’Oréal-ЮНЕСКО для женщин в науке при поддержке CONICET.
- 2023: награда Konex в категории «Незабываемый». Фонд Конекс.

## Дань уважения
С ноября 2022 года Сейсмологическая обсерватория, принадлежащая факультету точных, физических и естественных наук (FCEFyN) UNSJ, носит её имя как создательницы. На церемонии награждения Konex 2023 она была отмечена в категории «Незабываемый».